# A Fita Vermelha
A Fita Vermelha (direção de Nestor Luiz) é o curta-metragem vencedor do Ibero Challenge 2021 (48 Hour Film Project), competição internacional de cinema. Foi exibido no Filmapallooza e no Festival de Cannes em 2022, na categoria "Best of 48h", Short Film Corner. O roteiro foi escrito por Nick Farewell.
O filme foi feito em 48 horas desde a sua concepção, roteiro, preparação de atores, arte, fotografia, gravação, montagem e colorização. A história fala da ex-bailarina Helga, interpretada por Gabriela Magnani, e a procura por si mesma na ilha da magia a partir do encontro com uma mulher misteriosa, interpretada por Talita Coling. 
O filme também ganhou, no Ibero Challenge, as categorias Melhor Elenco, Melhor Produção, Melhor Direção, Melhor Figurino, Melhor Roteiro, Melhor Fotografia e Melhor Edição.
1. ↑  Colombo, Lucas (14 de junho de 2022). «Do Sul de SC ao Festival de Cannes; confira a história do cineasta Nestor Luiz». Portal Litoral Sul. Consultado em 23 de agosto de 2022
2. ↑  «Curta-metragem feito em Florianópolis em 48 horas vence competição internacional». www.nsctotal.com.br. Consultado em 23 de agosto de 2022
3. ↑  «Curta-metragem feito em Florianópolis vence festival internacional | ND Mais». ndmais.com.br. 21 de dezembro de 2021. Consultado em 23 de agosto de 2022
4. ↑  «Conexão ND entrevista Gabriela Magnani, atriz de curta premiado internacionalmente | ND Mais». ndmais.com.br. 8 de junho de 2022. Consultado em 23 de agosto de 2022
5. ↑  «Atriz de Florianópolis está em Cannes para apresentar curta filmado em SC | ND Mais». ndmais.com.br. 24 de maio de 2022. Consultado em 23 de agosto de 2022
6. ↑  «Filme protagonizado por Talita Coling estreia no Festival de Cannes». Site RG – Moda, Estilo, Festa, Beleza e mais. 20 de maio de 2022. Consultado em 23 de agosto de 2022
7. ↑  «Curta-metragem feito em Florianópolis em 48 horas vence competição internacional». www.nsctotal.com.br. Consultado em 23 de agosto de 2022